# بدبید
بدبید  یک منطقهٔ مسکونی در عمان است که در استان داخلیه واقع شده‌است.